# Castillo de Montllor
El Castillo de Montllor, también llamado Castillo del Hostal Roig o Castillo de los Moros es un castillo románico construido para defender el paso de la Noguera (Vilanova de Meyá) en el Pallars Jussá (Tremp). Está situado sobre una colina muy cercano al suroeste del Hostal Roig, unos cien metros por encima del pueblo. Pertenece al término municipal de Gavet de la Conca, dentro del antiguo término de San Salvador de Toló.

## Historia
El castillo de Montelauro es mencionado en un documento del 1247, relacionado con el camino que construyeron en el siglo XIII los monjes del priorato de Meià para comunicar los lugares que acabamos de mencionar. Estaba relacionado con el monasterio, desaparecido, de Sant Privat, y dentro del término de Castellón Soberano.
A pesar de su relación con el camino del siglo XIII, el castillo es bastante anterior. Por el aparato, hecho con sillares medios unidos con mortero de cal de un color rojizo, dispuestos habitualmente de forma horizontal, pero con algunas hiladas verticales, deberíamos situar su construcción hacia el año 1000. Se conserva un fragmento de una torre circular, con paredes de poco más de un metro de espesor, que marcan un diámetro de unos 2 metros. La altura conservada es de 2,5 m. en el lugar más alto.
Aparte de la torre, se conserva un valle, en parte natural, y encajes en la roca natural para los muros exteriores del castillo.